# المصرف الصناعي العراقي
المصرف الصناعي العراقي هو مصرف عراقي حكومي، تأسس المصرف الصناعي الزراعي عام 1935 ثم أستقل كمصرف صناعي تنموي عام 1946 من اجل تنمية وتطوير قطاع الصناعة الوطنية في العراق من خلال دعم القطاعين الخاص والمختلط حيث ساهم المصرف في تأسيس العديد من الشركات الصناعية التي شكلت هيكل الصناعة الوطنية للقطاع الصناعي المختلط كونه قطاع.حيوي وله أهميته في تطوير الاقتصاد الوطني.

## فروع البنك[2]
للمصرف عدد من الفروع في بغداد والمحافظات.
فروعه في بغداد :
- فرع ساحة الخلاني ( الفرع الرئيسي)
- فرع باب الحوائج في الكاظميه
- فرع الزعفرانيه
- فرع ساحة بيروت - شارع فلسطين
- فرع شركة التأمين العراقية - الكرادة ساحة التحريات
- فرع المفوضيا العليا المستقلة للانتخابات - المنطقة الخضراء
- فرع التقاعد العامة - ساحة الوثبة

فروع المحافظات العاملة في العراق هي :
- فرع نينوى
- فرع بابل
- فرع الكرار في النجف
- فرع البصرة
- فرع كربلاء